# 陈仕丽
陈仕丽，中华人民共和国政治人物、全国脱贫攻坚先进个人。

## 生平
陈仕丽任仁怀新朝阳医院院长。因在脱贫攻坚战中作出突出贡献，2021年2月25日全国脱贫攻坚总结表彰大会上，陈仕丽被授予“全国脱贫攻坚先进个人”。